# Cabana de vinya a l'Espelt
La Cabana de vinya a l'Espelt és una obra d'Òdena (Anoia) inclosa a l'Inventari del Patrimoni Arquitectònic de Catalunya.

## Descripció
Cabana o barraca pagesa de vinya, construcció rústica per aixopluc de persones i guardar les eines de treball. La seva planta és circular, amb murs de pedra seca sense desbastar ni tallar, ni cap mena de morter. La coberta està formada per una volta de mig punt construïda amb lloses per aproximació de filades i recoberta exteriorment de terra.
Aquest tipus de construcció és de difícil cronologia, però va ésser corrent en aquesta comarca durant els segles xviii i xix, i també amb anterioritat.